# خمي بهار
خمي بهار (بالفارسية: خمی بهار) هي قرية أفغانية في مقاطعة خواهان التابعة لولاية بدخشان الواقعة في شمال شرق أفغانستان.